# Vannankari
Vannankari är en ö i Finland. Den ligger i Skärgårdshavet och i kommunen Nådendal i den ekonomiska regionen  Åbo ekonomiska region i landskapet Egentliga Finland, i den sydvästra delen av landet. Ön ligger omkring 12 kilometer sydväst om Åbo och omkring 160 kilometer väster om Helsingfors.
Öns area är 1 hektar och dess största längd är 180 meter i sydöst-nordvästlig riktning.